# The Bug
The Bug è un brano musicale dei Dire Straits, scritto dal chitarrista e cantante Mark Knopfler. Fu il quarto singolo estratto dall'album On Every Street.
L'andamento allegro della musica – caratterizzata da marcate influenze rockabilly e country rock – accompagna un testo che con ironia invita a riflettere sulla precarietà dell'esistenza e la mutevolezza delle vicende umane. La canzone è stata suonata dal vivo nel corso dell'On Every Street World Tour.

## Classifiche
| Classifica (1992)             | Posizione massima |
| ----------------------------- | ----------------- |
| Belgio (Fiandre)              | 36                |
| Canada                        | 21                |
| Francia                       | 44                |
| Germania                      | 52                |
| Paesi Bassi                   | 24                |
| Regno Unito                   | 67                |
| Stati Uniti (mainstream rock) | 8                 |

## Cover
Il brano è stato interpretato anche da Mary Chapin Carpenter, da The Alex Bollard Assembly e da Mike Berry & The Outlaws.